# Neonerita parvimacula
Neonerita parvimacula är en fjärilsart som beskrevs av Rothschild 1910. Neonerita parvimacula ingår i släktet Neonerita och familjen björnspinnare. Inga underarter finns listade i Catalogue of Life.